# Maxol
Maxol é uma companhia petrolífera sediada em Dublin, Irlanda.

## História
A companhia foi estabelecida em 1920.